# Vicente Torrijos
Vicente Torrijos Rivera (Florencia, Caquetá, 6 de marzo de 1962
) es un periodista, profesor, columnista de prensa y analista político colombiano.

## Biografía
En 1982, Torrijos se graduó en periodismo de la Universidad Jorge Tadeo Lozano posteriormente hizo una especialización en Opinión Pública en la misma universidad. Es magíster en Estudios Políticos en la Pontificia Universidad Javeriana. En 1986, emprendió la especialización en Altos Estudios Internacionales en la Sociedad de Estudios Internacionales de Madrid (SEIM). Luego, adelantó estudios en Relaciones Internacionales en la Universidad Complutense de Madrid, y también en la Universidad de Salamanca. Posteriormente, adelantó estudios avanzados en Comunicación y Conflicto en Israel, y de Seguridad y Defensa en la Universidad Nacional de Defensa de los Estados Unidos, en Washington D. C.. En 2010 alcanzó su posdoctorado en Asuntos Estratégicos, Seguridad y Defensa, becado por la Fundación Carolina, con estancia en el Instituto Universitario General Gutiérrez Mellado, de Madrid. 
Habla Italiano, Portugués, Inglés y Español.
Comenzó su carrera como profesor de Ciencia Política y Relaciones Internacionales en la Pontificia Universidad Javeriana, en 1988. Allí, creó la "Cátedra Luis Carlos Galán para el Desarrollo de la Democracia" y fundó tanto la Maestría como el Departamento de Relaciones Internacionales. Posteriormente, fue observador internacional para la OEA en el proceso de elecciones llevado a cabo en Nicaragua (1990). Luego, fue miembro suplente de la Asamblea Constituyente de Colombia de 1991.
En 1995, Torrijos dirigió el Consejo Latinoamericano de Investigaciones para la Paz (Claip – Ipra) e ingresó a la Escuela Superior de Guerra, donde ha sido profesor de Lógica Estratégica en el curso de Altos Estudios Militares y, a partir del 2002, asesor para la Política de Seguridad colombiana. Desde 1996 fue profesor de política exterior colombiana en la Academia Diplomática de San Carlos y, por esos años, se vinculó a la Junta Directiva de la Sociedad Económica de Amigos del País. Más adelante, de 1997 a 1999, fue director de la Escuela de Alto Gobierno, de la que además fue fundador. 
En 1998, recibió varios honores, como la exaltación por la contribución al proceso de paz en el suroccidente colombiano (Departamento de Nariño), la Medalla de Honor de la Escuela de Alto Gobierno, y la Orden del Congreso de la República de Colombia.

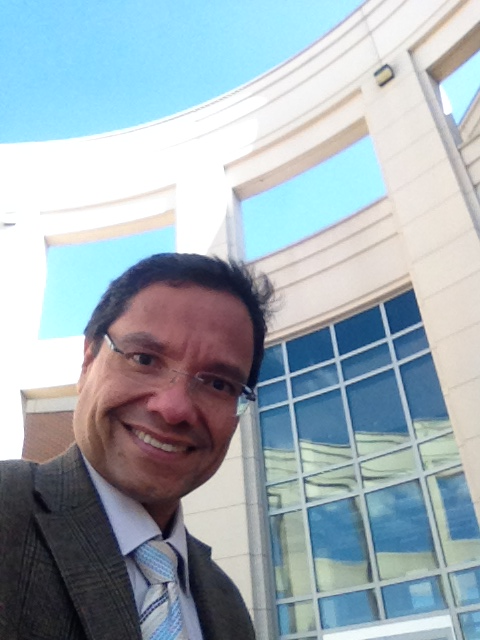
Torrijos, en la Universidad Nacional de la Defensa (Washington D. C.), antes de ser entrevistado para el programa de opinión Entérate, sobre política exterior colombiana y conflicto armado, emitido por Caracol Televisión Internacional en junio del 2013.

Hacia 1999, Torrijos fue designado Consejero de Paz para el departamento del Caquetá, zona sumamente asediada por la guerrilla de las FARC-EP y con marcada incidencia de narcotráfico y paramilitarismo. En ese mismo año, ingresó a la Universidad del Rosario, donde ha venido trabajando en los campos de la ciencia política y las relaciones internacionales, con énfasis en los asuntos estratégicos, de seguridad y defensa. En el 2006, Torrijos alcanzó el grado de Profesor Titular, y en el 2014 el de Profesor Emérito.
Desde el 2002, pasó a desempeñarse también como asesor para Asuntos Estratégicos del Comando General de las Fuerzas Militares, concentrándose en el desarrollo de la Política de Seguridad Democrática, los temas internacionales y los factores políticos del conflicto irregular colombiano.
En el año 2003, Torrijos recibió el premio a la Excelencia Profesoral en la Universidad del Rosario. Un año más tarde recibió la Orden al Mérito del Consejo Municipal de Florencia, Caquetá. Luego, se hizo acreedor a la máxima condecoración entregada por el departamento del Caquetá, el Coreguaje de Oro. Un tiempo después, en el 2005, recibió la Medalla Militar de la Inteligencia del Ejército de Colombia.
En el 2008, fue nombrado por el presidente Álvaro Uribe como comisionado para el manejo de las relaciones con el gobierno venezolano de Hugo Chávez, ya que éstas pasaban por un momento crítico en el cual la tensión diplomática y las acusaciones entre los mandatarios de ambos países eran cada día más comunes. La comisión, en la cual Torrijos se desempeñó junto con los abogados penalistas Jaime Lombana, Luis Eduardo Montealegre y el también abogado Rafael Guarín, tuvo como objetivo denunciar a Chávez ante tribunales internacionales.
En el año 2013, fue condecorado con la medalla de los Servicios Distinguidos del Comando General de las Fuerzas Militares de Colombia. Un año más tarde, fue invitado como consultor académico internacional por el Sistema Nacional de Acreditación de la Educación Superior de Costa Rica (SINAES) y por el Consejo Nacional de Rectores de ese mismo país. 
El 21 de agosto de 2014, fue nombrado como miembro de la Comisión Histórica del Conflicto y sus Víctimas (CHCV) (enlace roto disponible en Internet Archive; véase el historial, la primera versión y la última)., un cuerpo de carácter intelectual, fundado en el marco de los diálogos para los Acuerdos de paz entre el gobierno colombiano y las FARC-EP. Cada uno de los 12 expertos que conforman la Comisión produjo un informe académico cuyos objetivos están enunciados en el Comunicado Conjunto del 5 de agosto de 2014: "esclarecer los orígenes y las múltiples causas del conflicto, los principales factores y condiciones que han facilitado o contribuido a la persistencia del conflicto, y los efectos e impactos más notorios del conflicto sobre la población", con el objetivo de ser "insumo fundamental para la comprensión de la complejidad del conflicto y de las responsabilidades de quienes hayan participado o tenido incidencia en el mismo." 
En diciembre de 2014, recibió la Medalla de Honor de la Escuela Superior de Guerra por su aporte al desarrollo de los estudios en asuntos estratégicos, seguridad y defensa en su país.
Vicente Torrijos ha sido editorialista político e internacional de la cadena Radio Caracol, miembro del equipo de trabajo del programa radial Voces RCN, director del Observatorio Rosarista de Política Exterior Colombiana, y profesor de paz y conflictos en la Universidad Abierta de Cataluña (España).
Fue profesor Distinguido, Titular y Emérito de la Universidad del Rosario hasta finales de 2018. Declinó su postulación como Director del Centro de Memoria Histórica en 2018. Actualmente, es Profesor Titular de la Escuela Superior de Guerra, magistrado de la Sala de Ciencias Sociales y Humanidades del Consejo Colombiano de Aseguramiento de la Calidad de la Educación Superior, representante en Colombia de la Red mundial de Paz y Desarrollo Transcend (fundada por su maestro Johan Galtung), columnista del diario El Nuevo Siglo de Bogotá, colaborador del diario El Tiempo de Bogotá, consultor del Real Instituto Elcano de Estudios Internacionales y Estratégicos, de Madrid, y asesor para asuntos estratégicos del Comando General de las Fuerzas Militares de Colombia. 
Además, es miembro del Consejo Editorial y del Comité Científico del Instituto Gallego de Estudios de Seguridad Internacional y Paz, miembro de la Red Internacional de Apoyo a Procesos de Reconcialiación creada por el Centro de Investigaciones para la Paz Gernika Gogoratuz (con sede en el País Vasco), miembro de la Asociación Colombiana de Egresados de Israel ‘Asoshalom’, y presidente del Capítulo Colombiano de Egresados de la Universidad Nacional de Defensa de los Estados Unidos.

## Publicaciones
Ha publicado cerca de 30 artículos en revistas científicas, varios capítulos de libros, y más de 400 artículos para diversos medios nacionales e internacionales.
Además, es autor de varios libros:
- Política Exterior y Relaciones Internacionales (2009)[9]
- Gobernabilidad Democrática y Cohesión de la Sociedad (2009)[10]
- Crisis, Paz y Conflictos (2009)[11]
- Asuntos Estratégicos, Seguridad y Defensa (2009)[12]
- El Orden Internacional Perfecto (2013)[13]
- Matoneo (bullying) entre las naciones (2015)[14]
- Cipselas en el viento (2018)[15]
- Volver a verte (2018)[16]
- Vulnerables, pero invencibles (2020)[17]